# السلام عليكم

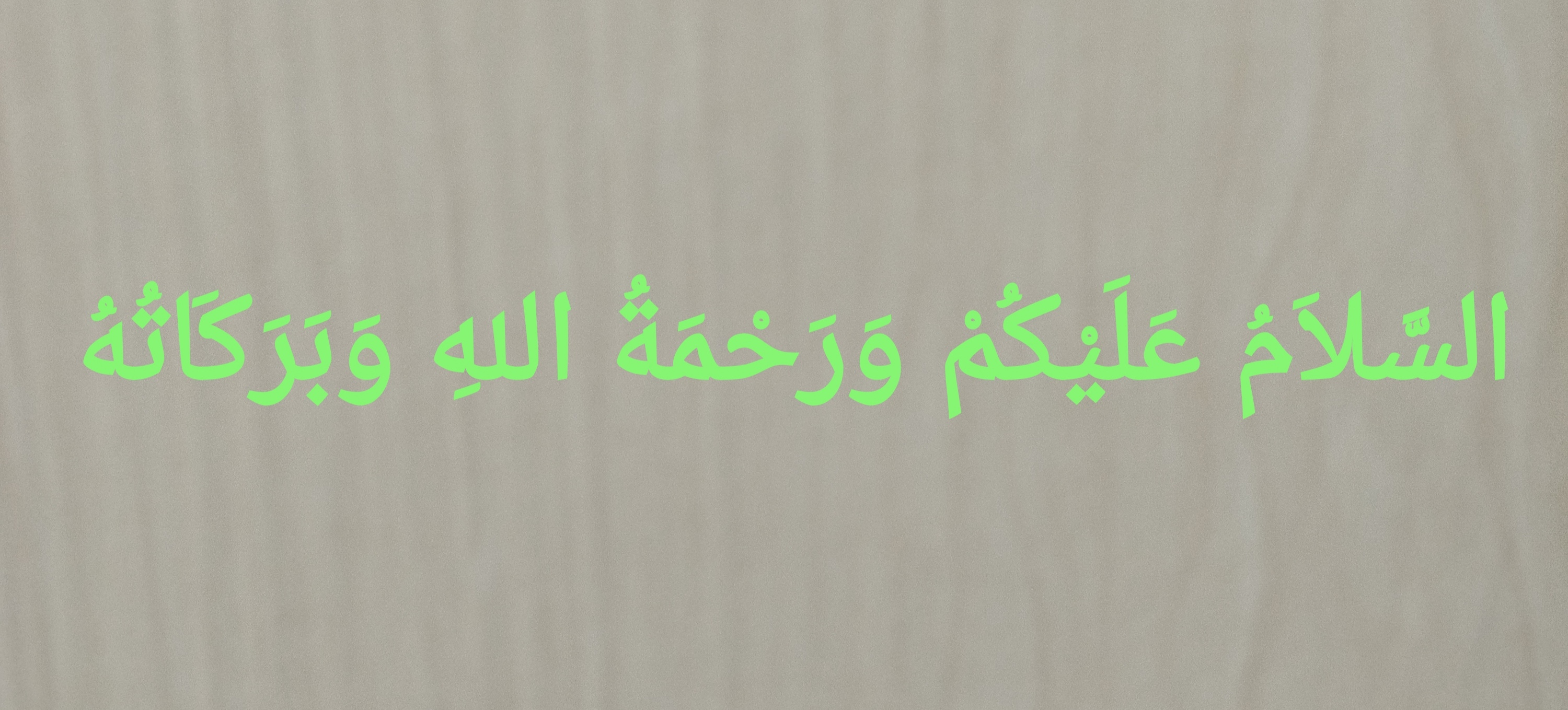
السلام عليكم ورحمة الله وبركاته

السَّلَامُ عَلَيْكُمْ أو السمعلة والعبارة الكاملة هي: ٱلسَّلَامُ عَلَيْكُمْ وَرَحْمَةُ ٱللهِ وَبَرَكَاتُهُ هي تحية الإسلام، يستخدمها المسلمون حول العالم عند إلقاء السلام، ويجب على المتلقي رد السلام بقوله وعليكم السلام ورحمة الله وبركاته. وتستخدم عبارة السلام عليكم من طرف بعض متحدثي اللغة العربية من غير المسلمين بمن فيهم اليهود والمسيحيين.

## معنى السلام
قال القرطبي: ومعنى السلام عليكم: سلّمكم الله في دينكم وأنفسكم. وقال البجيرمي: ومعناه طلب سلامته من النقائص.وأما ابن حجر فقد قال في معاني السلام عليكم: وقد اختلف في معنى السلام فنقل عياض أنَّ معناه: سلام الله أي - كلاءة الله - عليك وحفظه كما يقال: الله معك ومصاحبك.

## تاريخ
تاريخها من عهد أبو البشر آدم: «حدثني عبد الله بن محمد حدثنا عبد الرزاق عن معمر عن همام عن أبي هريرة رضي الله عنه  عن النبي ﷺ  قال خلق الله آدم وطوله ستون ذراعا ثم قال اذهب فسلم على أولئك من الملائكة فاستمع ما يحيونك تحيتك وتحية ذريتك فقال السلام عليكم فقالوا السلام عليك ورحمة الله فزادوه ورحمة الله فكل من يدخل الجنة على صورة آدم فلم يزل الخلق ينقص حتى الآن
و جاء عن النبي صلى الله عليه وآله وسلم (جاءني جبريل وقال : السلام يقرئك السلام) أي بمعنى ان الله سبحانه وتعالى يلقي عليك  السلام.».

## رد السلام
نظم ابن رسلان في المواطن التي لا يرد السلام فيها:
| السلام عليكم | رد السلام واجب إلا على *** من في صلاة أو بأكل شغلا أو شرب أو قراءة أو أدعية ***أو ذكر أو في خطبة أو تلبية أو في قضاء حاجة الإنسان ***أو في إقامة أو الأذان أو سلم الطفل أو السكران ***أو شابة يخشى بها افتتان أو فاسق أو ناعس أو نائم ***أو حالة الجماع أو تحاكم أو كان في الحمام أو مجنونا ***هي اثنتان بعدها عشرونا | السلام عليكم |

## فضل السلام
1. من أسباب دخول الجنة: قال رسول الله «صلى الله علية وسلم» يقول: «يا أيها الناس افشوا السلام، وأطعموا الطعام، وصلوا الأرحام، وصلوا بالليل والناس نيام، تدخلوا الجنة بسلام» رواه الترمذي وقال: حسن صحيح.
2. امتثال لسنة النبي: عن أبي عمارة البراء بن عازب قال: «أمرنا رسول الله بسبع: بعيادة المريض، وإتباع الجنائز، وتشميت العاطس، ونصر الضعيف، وعون المظلوم، وإفشاء السلام، وإبراء المقسم» متفق عليه.
3. من حقوق المسلمين على بعضهم البعض: عن أبي هُرَيْرَةَ قَالَ: سَمِعْتُ رَسُولَ اللَّهِ يَقُولُ: «حَقُّ الْمُسْلِمِ عَلَى الْمُسْلِمِ خَمْسٌ: رَدُّ السَّلَامِ وَعِيَادَةُ الْمَرِيضِ وَاتِّبَاعُ الْجَنَائِزِ وَإِجَابَةُ الدَّعْوَةِ وَتَشْمِيتُ الْعَاطِسِ». رواه البخاري (1240) ومسلم (2162). وقد جاء في الموسوعة الفقهية: «ابْتِدَاءُ السَّلاَمِ سُنَّةٌ مُؤَكَّدَةٌ، لِقَوْلِهِ صَلَّى اللَّهُ عَلَيْهِ وَسَلَّمَ: «أَفْشُوا السَّلاَمَ بَيْنَكُمْ» وَيَجِبُ الرَّدُّ إِنْ كَانَ السَّلاَمُ عَلَى وَاحِدٍ. وَإِنْ سَلَّمَ عَلَى جَمَاعَةٍ فَالرَّدُّ فِي حَقِّهِمْ فَرْضُ كِفَايَةٍ، فَإِنْ رَدَّ أَحَدُهُمْ سَقَطَ الْحَرَجُ عَنِ الْبَاقِينَ، وَإِنْ رَدَّ الْجَمِيعُ كَانُوا مُؤَدِّينَ لِلْفَرْضِ، سَوَاءٌ رَدُّوا مَعًا أَوْ مُتَعَاقِبِينَ، فَإِنِ امْتَنَعُوا كُلُّهُمْ أَثِمُوا لِخَبَرِ؛ حَقُّ الْمُسْلِمِ عَلَى الْمُسْلِمِ خَمْسٌ: رَدُّ السَّلاَمِ...».[10]
4. من أسباب حصول المحبة: قال رسول الله «صلى الله عليه وسلم»: «لا تدخلوا الجنة حتى تؤمنوا، ولا تؤمنوا حتى تحابوا، أولا أدلكم على شيء إذا فعلتموه تحاببتم؟ أفشوا السلام بينكم» رواه مسلم.
5. أولى الناس بالله من بدأهم بالسلام. قال رسول الله: «إن أولى الناس بالله من بدأهم بالسلام» رواه أبو داود بإسناد جيد.ورواه الترمذي بنحوه وقال: حسن.
6. من أسباب مضاعفة الأجر: عن عمران بن حصين «أن رجلاً جاء إلى النبي فقال: السلام عليكم، فرد عليه السلام، ثم جلس، فقال النبي: (عشر) ثم جاء آخر، فقال: السلام عليكم ورحمة الله، فرد عليه، فجلس، فقال: (عشرون) ثم جاء آخر، فقال: السلام عليكم ورحمة الله وبركاته، فرد عليه فجلس، فقال: (ثلاثون) (أي من الحسنات)».[11]
7. من أسباب حصول البركة: عن أنس قال: قال رسول الله: «يا بني إذا دخلت على أهلك فسلم، يكن بركة عليك، وعلى أهل بيتك». رواة الترمذي وقال حسن صحيح.
8. السلام اسم من أسماء الله الحسنى.
9. من موجبات مغفرة الله: قال رسول الله: «إن المؤمن إذا لقي المؤمن فسلم عليه وأخذ بيده فصافحة تناثرت خطاياهما كما يتناثر ورق الشجر». سلسلة الأحاديث الصحيحة 526.

## من أحكام السلام
- البدء بالسلام سُنّة وردّه واجب. وقال ابن عبد البر: والابتداء بالسلام سنَّة والرد واجب اتفاقاً.[12] قال النووي: وأما جواب السلام فهو فرض بالإجماع، فإن كان السلام على واحد فالجواب فرض عين في حقه، وإن كان على جمع فهو فرض كفاية فإن أجاب واحد منهم أجزأ عنهم وسقط الحرج عن جميعهم، وإن أجابوا كلهم كانوا كلهم مؤدين للفرض، فإن لم يجبه أحد منهم أثموا كلهم.[13]
- السُنّة في السلام الجهر به؛ لأنه أقوى في إدخال السرور في القلب.
- قال أبو يوسف: من قال لآخر: أقرئ فلانا عني السلام وجب عليه أن يفعل.
- إذا دخلت بيتاً خالياً فسلم، وفيه وجوه: الأول: أنك تسلم من الله على نفسك. والثاني: أنك تسلم على من فيه من مؤمني الجن. والثالث: أنك تطلب السلامة ببركة السلام ممن في البيت من الشياطين والمؤذيات.[14] قال النووي: يستحب أن يقول (عند دخول البيت): بسم الله، وأن يكثر من ذكر الله تعالى، وأن يسلم سواء كان في البيت آدمي أم لا؛ لقول الله تعالى: ﴿فَإِذَا دَخَلْتُمْ بُيُوتًا فَسَلِّمُوا عَلَى أَنْفُسِكُمْ تَحِيَّةً مِنْ عِنْدِ اللَّهِ مُبَارَكَةً طَيِّبَةً﴾ [النور:61].[15]

## انظر ايضّا
- وعليكم السلام
- أركان الصلاة
- القيام في الفريضة مع القدرة
- النية
- تكبيرة الإحرام
- قراءة الفاتحة
- الركوع
- السجود
- الجلوس في الصلاة
- الطمأنينة
- التشهد الاخير

## وصلات خارجية
- أفضل صيغ إلقاء السلام ورده - موقع الإسلام سؤال وجواب